# حلقي بنتاديينيد الصوديوم
حلقي بنتاديينيد الصوديوم (أو حلقي بنتاديينيل الصوديوم) هو مركب صوديوم عضوي له الصيغة الكيميائية C5H5Na، ويرمز للمركب NaCp، حيث −Cp يمثل أنيون حلقي البنتاديينيد.

## التحضير
يحضر مركب حلقي بنتاديينيد الصوديوم من تفاعل حلقي البنتاديين مع الصوديوم الفلزي، حيث يتم التحضير عادة بتسخين معلّق من مصهور فلز الصوديوم في ثنائي حلقي البنتاديين DCPD.
{\displaystyle \mathrm {2\ C_{5}H_{6}+2\ Na\longrightarrow 2\ NaC_{5}H_{5}+H_{2}} }
كان الصوديوم في السابق يزوّد عادةً على شكل «سلك الصوديوم» أو «رمل الصوديوم»، وهو مسحوق مبعثر من الصوديوم كان يحضر بصهره في وسط من الزيلين المقطر بالارتداد والمحرَّك بسرعة.
كما يمكن استخدام هيدريد الصوديوم لكونه قاعدة كيميائية مناسبة لهذا التفاعل.
{\displaystyle \mathrm {C_{5}H_{6}+NaH\longrightarrow NaC_{5}H_{5}+H_{2}} }

## الخواص
يكون المركب على شكل صلب بلوري عديم اللون في الحالة النقية، وأحياناً يكون ذا لون زهري عند وجود آثار من الشوائب المتأكسدة؛ وتكون العينات التجارية منه على شكل محلول في رباعي هيدرو الفوران THF.
وهو مركب حساس للرطوبة، ويتفكك عند التماس مع الماء إلى هيدروكسيد الصوديوم وحلقي البنتاديين.

## الاستخدامات
يستخدم مركب حلقي بنتاديينيد الصوديوم بشكل شائع في تحضير مركبات الميتالوسين مثل الفرّوسين، وثنائي كلوريد الزركوسين 
2NaC5H5 + FeCl2 → Fe(C5H5)2 + 2 NaCl
ZrCl4(thf)2 + 2 NaCp → Cp2ZrCl2 + 2 NaCl + 2 THF

## اقرأ أيضاً
- نفثالينيد الصوديوم